# هگزانیترودی‌فنیل‌آمین
هگزانیترودی‌فنیل‌آمین (به انگلیسی: Hexanitrodiphenylamine) یک ترکیب شیمیایی با شناسه پاب‌کم ۸۵۷۶ است. شکل ظاهری این ترکیب، بلورهای جامد است.